# Albion Park Rail
Albion Park Rail är en förort till staden Wollongong i New South Wales i Australien. Folkmängden uppgick till 7 003 år 2011.

## Kommunikationer

### Järnväg
Albion Park Rail betjänas av järnvägsstationen Albion Park Railway Station som ligger på järnvägsbanan Illawarra Line.

### Flyg
I förorten ligger flygplatsen Illawarra Regional Airport som betjänar Wollongongområdet.

### Väg
Förorten är belägen på motorvägen Princes Highway.

### Befolkningsutvecklingskällor
- Australian Bureau of Statistics. ”2001 Census QuickStats : Albion Park Rail (State Suburb)” (på engelska). http://www.censusdata.abs.gov.au/ABSNavigation/prenav/ProductSelect?newproducttype=QuickStats&btnSelectProduct=View+QuickStats+%3E&collection=Census&period=2001&areacode=SSC17011&geography=&method=&productlabel=&producttype=&topic=&navmapdisplayed=true&javascript=true&breadcrumb=LP&topholder=0&leftholder=0&currentaction=201&action=401&textversion=false. Läst 2 augusti 2012.
- Australian Bureau of Statistics. ”2006 Census QuickStats : Albion Park Rail (State Suburb)” (på engelska). http://www.censusdata.abs.gov.au/ABSNavigation/prenav/ProductSelect?newproducttype=QuickStats&btnSelectProduct=View+QuickStats+%3E&collection=Census&period=2006&areacode=SSC15011&geography=&method=&productlabel=&producttype=&topic=&navmapdisplayed=true&javascript=true&breadcrumb=LP&topholder=0&leftholder=0&currentaction=201&action=401&textversion=false. Läst 4 april 2012.
- Australian Bureau of Statistics. ”2011 Census QuickStats: Albion Park Rail” (på engelska). http://www.censusdata.abs.gov.au/census_services/getproduct/census/2011/quickstat/SSC10019?opendocument&navpos=220. Läst 2 augusti 2012.